# Ichneumon marmotus
Ichneumon marmotus là một loài tò vò trong họ Ichneumonidae.